# Meljak (Barajevo)
Meljak (em cirílico:Мељак) é uma vila da Sérvia localizada no município de Barajevo, pertencente ao distrito de Belgrado, na região de Šumadija. Possuía uma população de 2479 habitantes segundo o censo de 2009.

## Demografia
| 1948 | 1953 | 1961 | 1971 | 1981  | 1991  | 2002  |
| ---- | ---- | ---- | ---- | ----- | ----- | ----- |
| 743  | 712  | 675  | 701  | 1 065 | 1 307 | 1 772 |